# Vaʻai Kolone
Afioga Vaʻai Kolone (* 11. November 1911 in Vaisala, Samoa; † 20. April 2001 in Apia, Samoa) war ein Politiker und zweimaliger Premierminister von Samoa.

## Leben und Wirken
Kolone wurde 1967 erstmals in das Parlament (Fono) gewählt. 1979 gründete er zusammen mit Tofilau Eti Alesana die Human Rights Protection Party (HRPP) um den damals amtierenden Premierminister Tupuola Taisi Tufuga Efi zu stürzen.
Nach der Wahl vom April 1982 wurde er am 13. April 1982 als Nachfolger von Efi erstmals Premierminister und Außenminister. Nach Vorwürfen der Bestechlichkeit und Korruption und der Einleitung entsprechender Ermittlungsverfahren musste er jedoch bereits am 18. September 1982 zu Gunsten von Efi wieder zurücktreten.
Kolone wurde nach der Parlamentswahl vom Dezember 1985 am 30. Dezember 1985 erneut Premierminister und Außenminister. Am 8. April 1988 wurde er durch Tofilau Eti Alesana in diesem Amt abgelöst.
Nach dem Austritt aus der HRPP wurde er Vorsitzender der Samoan National Development Party (SNDP), die bei der Parlamentswahl 1991 14 der 47 Mandate erhielt.